# کارلو آلبرتو کواریو
کارلو آلبرتو کواریو (انگلیسی: Carlo Alberto Quario; ۱۴ مارس ۱۹۱۳ – ۳۰ اوت ۱۹۸۴) بازیکن فوتبال اهل ایتالیا بود.
از باشگاه‌هایی که در آن بازی کرده‌است می‌توان به باشگاه فوتبال اینتر میلان، باشگاه فوتبال پرو ورچلی، باشگاه فوتبال آنکونا، باشگاه فوتبال برشا، و باشگاه فوتبال ناپولی اشاره کرد.